# Saveria
Saveria est un prénom féminin.
C'est la forme corse du prénom français Xavière, lui-même féminin du prénom Xavier.
Il provient du basque etchaberri, qui signifie « maison neuve », en passant par echaberri, javerri et javier.
C'est un nom assez populaire en Corse. Il y a 76 Saveria en France dont 60 en Corse et 3 à Paris (en 2005). Puis en 2006, 86 Saveria dont 70 en Corse et toujours 3 à Paris[réf. nécessaire].
Masculin: Saveriu
Fête le 22 décembre, jour de sainte Françoise-Xavière.